# 土井首村
土井首村（どいのくびむら）は、長崎県南部の長崎半島にあった村。西彼杵郡に属した。1938年（昭和13年）に小榊村、小ヶ倉村、西浦上村とともに長崎市に編入された。
現在の長崎市土井首地区にあたる。

## 地理
野母半島（長崎半島）の中北部に位置する。
- 山：八郎岳、小八郎岳、熊ヶ峰、兜岳、松尾岳、城山
- 河川：鹿尾川、竿浦川、大川
- 港湾・海域：長崎湾

## 沿革
- 1889年（明治22年）4月1日 - 町村制施行により、土井首村・平山村・竿浦村が合併し西彼杵郡土井首村が発足。
- 1938年（昭和13年）4月1日 - 小榊村、小ヶ倉村、西浦上村とともに長崎市に編入し、土井首村は自治体として消滅。

## 地名
大字を行政区域とする。土井首村では彼杵地域の各自治体で見られる郷や名の行政区（地名）を設置していない。
- 大字竿ノ浦[2]
- 大字土井首
- 大字平山